# Microregione di Tatuí
Tatuí è una microregione dello Stato di San Paolo in Brasile, appartenente alla mesoregione di Itapetininga.

## Comuni
Comprende 9 comuni:
- Boituva
- Cerquilho
- Cesário Lange
- Laranjal Paulista
- Pereiras
- Porangaba
- Quadra
- Tatuí
- Torre de Pedra